# 西田祥実
西田 祥実（にしだ よしみ、1892年（明治25年）3月1日 - 1944年（昭和19年）2月24日）は、日本の陸軍軍人。陸士25期。第二次世界大戦中、エニウェトクの戦いにて戦死した。最終階級は陸軍少将、死後中将に特進。位階勲等功級は従四位勲二等功三級。

## 経歴
高知県土佐郡一宮村薊野（現・高知市薊野）に又吉・令の次男として生まれる。高知県尋常中学海南学校（現・高知県立高知小津高等学校）、陸軍中央幼年学校を経て、陸軍士官学校卒業後、歩兵第41連隊附となり、中国東北部に駐屯する。
内地帰還後、陸軍士官学校生徒隊附、歩兵第41連隊中隊長、歩兵第25連隊大隊長を経て、1933年（昭和8年）歩兵第13旅団副官となり、再び中国東北部に出征する。ついで、中支那方面軍司令部附、歩兵第223連隊長を経て京都連隊区司令官に任官。在任中に少将に昇進。
満州第3独立守備隊長であった1943年（昭和18年）、軍令陸甲第106号による同守備隊の海上機動第1旅団への改編に伴い、同旅団長に就任。同旅団はマーシャル諸島・エニウェトク島における主要な守備戦力であった。
1944年2月、アメリカ海兵隊によるエニウェトク環礁侵攻が始まる。西田は海岸で米軍を足止めすることを計画して1ヶ月前から防御陣地の構築を進めていたものの、彼がおよそ800人の将兵と共に展開していたエニウェトク島は極めて狭かった為に十分な防御態勢を取ることができなかった。エニウェトク島を巡る戦いで戦死した米海兵隊員はわずか37人だったが、日本軍守備隊は西田を含むおよそ800人全員が戦死した。

## 年譜
- 1913年（大正2年）
  - 5月26日 - 陸軍士官学校卒業（第25期）・歩兵第41連隊附見習士官
  - 12月25日 - 陸軍歩兵少尉
- 1917年（大正6年）8月6日 - 中尉
- 1920年（大正9年）ごろ - 陸士本科生徒隊附[4]
- 1923年（大正12年）8月6日 - 大尉、歩兵第41連隊大隊附副官[5]
- 1930年（昭和5年）8月1日 - 陸軍歩兵少佐
- 1932年（昭和7年）4月11日 - 歩兵第25連隊大隊長[6]
- 1935年（昭和10年）8月1日 - 陸軍歩兵中佐・歩兵第25連隊附
- 1938年（昭和13年）
  - 2月18日 - 中支那派遣軍特務部部員
  - 7月15日 - 陸軍歩兵大佐
- 1939年（昭和14年）
  - 1月31日 - 歩兵第17連隊留守隊長
  - 3月25日 - 歩兵第223連隊長
- 1940年（昭和15年）12月2日 - 関東軍歩兵第2下士官候補者隊長
- 1941年（昭和16年）9月19日 - 京都連隊区司令官
- 1942年（昭和17年）
  - 8月1日 - 陸軍少将
  - 12月1日 - 第3独立守備隊長
- 1943年（昭和18年）11月14日 - 海上機動第1旅団長
- 1944年（昭和19年）2月24日 - メリレン島で戦死・陸軍中将進級

## 栄典
- 功四級金鵄勲章